# حامض حلو (مسلسل عراقي)
حامض حلو مسلسل تلفزيوني عراقي كوميدي.

## القصة
تدور الأحداث في إطار كوميدي حول عدد من المواقف التي تواجه الإنسان بشكل يومي في حياته العادية.

## طاقم العمل
- آلاء حسين
- إحسان دعدوش
- فوزية حسن
- صبا إبراهيم
- علي جابر
- خليل إبراهيم
- علي قاسم الملاك
- ناريمان الصابوري الموسم الرابع حتى 2023

## الجوائز والترشيحات
| السنة | الجائزة                                     | الفئة            | النتيجة | المراجع.    |
| ----- | ------------------------------------------- | ---------------- | ------- | ----------- |
| 2021  | جائزة إي تي بالعربي لأفضل الأعمال الرمضانية | أفضل مسلسل عراقي | رُشِّح     | [ 1 ] [ 2 ] |

## وصلات خارجية
- حامض حلو في قاعدة بيانات الأفلام العربية